# What Every Woman Learns

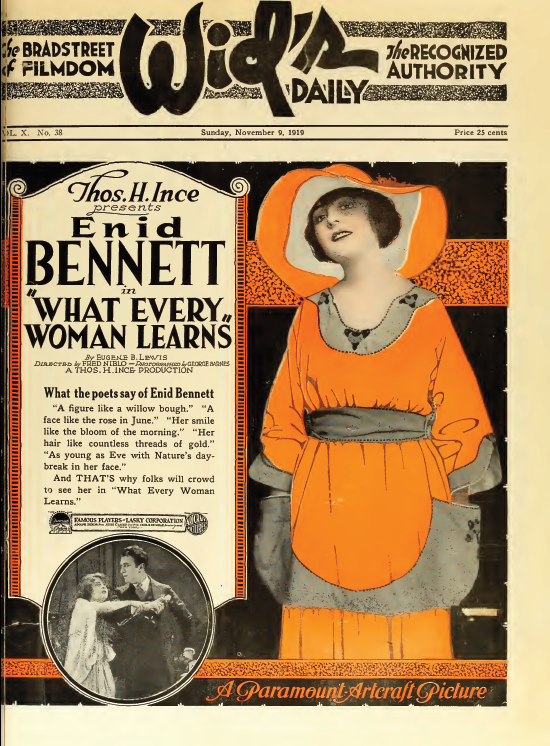
Resenha sobre What Every Woman Learns em um jornal antigo.

What Every Woman Learns é um filme de drama mudo produzido nos Estados Unidos e lançado em 1919.